# Retrospect Spur
Il Retrospect Spur è uno sperone roccioso antartico, lungo 13 km, che discende in direzione nord-nordovest dalla base del Separation Range fino al fianco orientale del Ghiacciaio Hood, nei Monti della Regina Maud, in Antartide.   
La denominazione è stata assegnata dalla New Zealand Alpine Club Antarctic Expedition (1959–60) perché i componenti avevano scalato questo sperone roccioso per godere del panorama retrospettivo del Ghiacciaio Hood che avevano appena attraversato. Nell'occasione assegnarono anche la denominazione agli affioramenti rocciosi dei Chevron Rocks, che sono situati all'estremità settentrionale del Retrospect Spur.